# Hafez al-Assad
Hafez al-Assad (n. 6 octombrie 1930, Qardaha⁠(d), Al-Qardaha Subdistrict⁠(d), Guvernoratul Latakia, Siria – d. 10 iunie 2000, Damasc, Siria) a fost președintele Siriei între 1971-2000.

## Începutul vieții și educația
Hafez s-a născut la 6 octombrie 1930 la Qardaha, în tribul alawit Kalbiyya. Părinții săi se numeau Na'sa și Ali Suleiman. Hafez a fost cel de-al nouălea copil al lui Ali și al patrulea din cel de-al doilea mariaj al tatălui său (care, în total, a avut 11 copii). Ali s-a opus a ocupației franceze (instituită în perioada interbelică), dar apoi a acceptat să colaboreze cu aceasta. În 1936 a fost unul dintre cei 80 de membri marcanți ai comunității alawite care au adresat o scrisoare premierului francez, cerând menținerea statului alawit sub ocupația franceză și refuzând alipirea la Siria. Pentru eficiența sa, Ali Suleiman a fost numit de localnici „al-Assad” („Leul”), apelativul respectiv devenind numele său de familie în 1927.
La 9 ani Hafez a părăsit satul natal și a plecat pentru studii la Latakia (oraș majoritar sunnit). Până la 14 ani s-a dovedit un elev foarte bun, câștigând numeroase premii. În timpul adolescenței a intrat în contact cu o serie de formațiuni politice din Latakia: Partidul Comunist Sirian, Partidul Social Naționalist Sirian și Partidul Baath Arab. În 1946 Hafez s-a alăturat Partidului Baath, unde a avut sarcini de recrutare și organizare.

## Cariera militară
În 1950 a decis să se alăture Forțelor Armate Siriene, intrând la Academia Militară de la Homs. De asemenea, a fost admis și la școala de aviație din Alep. După de a absolvit școala din Alep (1955) a intrat în aviația siriană, cu gradul de locotenent, fiind trimis la baza militară din cartierul Mezzeh din Damasc. în această perioadă s-a căsătorit cu Annisa Makhlouf (rudă îndepărtată, ce provenea dintr-o familie bogată).
Începând cu 1954 în Siria s-au produs mai multe revolte militare, context care a generat instabilitate politică. În 1955 Hafez a fost trimis în Egipt pentru un curs de șase luni, timp în care a intrat în contact cu curentul panarabist al nasserismului (promovat de liderul egiptean, Gamal Abdel Nasser). În 1957 Hafez a fost trimis pentru specializare în Uniunea Sovietică pentru a se antrena să zboare pe avioanele de tipul MIG-17. După ce a fost avansat la gradul de căpitan a fost transferat în Egipt, unde a lucrat sub comanda lui Hosni Mubarak.

## Ascensiunea la putere
În 1962, Hafez a jucat un rol minor în organizarea loviturii de stat, dar a fost întemnițat în Liban și, mai târziu, repatriat. În 1963, Hafez a participat la lovitura de stat împotriva președintelui Nazim al-Kudsi, în timpul căreia a condus operațiunile de capturare a bazei militare de la Dumayr (40 km nord-est de Damasc). În 1964 a fost desemnat comandant al Forțelor Aeriene.
După lovitura de stat din 1966, Hafez al-Assad a fost desemnat ministru al apărării, dar în pofida funcției importante, rolul său în guvern era minor. Înfrângerea Siriei în Războiul de 6 Zile (1967) a provocat nemulțumiri majore în cadrul elitei militare și opiniei publice siriene, mai ales că Israelul a reușit capturarea Înălțimilor Golan. O serie de comandanți militari au cerut demisia lui Hafez; acesta a intrat în conflict cu generalul Salah Jadid, care era șeful armatei și unul dintre liderii Partidului Baath. 
În 1970 Hafez al-Assad a organizat o lovitură de stat în urma căreia a fost înlăturat Jadid (acesta a fost ținut în captivitate în închisoarea Mezzeh până a murit). La 16 noiembrie 1970 Hafez a publicat primul său decret în calitate de premier.

## Puterea
Perioada Assad a început sub auspicii pozitive, în condițiile în care toate guvernele anterioare au fost detestate de populație. Pentru început, Assad a redus prețurile la alimentele de bază cu 15%. În 1971 a fost ales președinte.
Hafez a început să construiască instituțiile civile și militare ale Siriei cu ajutorul Uniunii Sovietice; de asemenea, a refăcut sistemul de alianțe cu statele arabe. Pentru a se menține la putere, Hafez a practicat represiunea adversarilor politici și ideologici, transformând Siria într-un stat dictatorial. În 1982 a reprimat cu brutalitate revolta Frăției Musulmane din localitatea Hama (se estimează că numărul deceselor a fost de circa 20.000, în timp ce orașul a fost aproape distrus).
În 1973 Siria și Egiptul au atacat Israelul (Războiul de Iom Kipur), dar forțele egiptene au încetat pe neașteptate ostilitățile, lăsând forțele siriene descoperite. Începând cu 1976 Siria s-a implicat în războiul civil din Liban; după 1985 unitățile militare siriene au ocupat Libanul. De asemenea, din cauza rivalității cu Irakul, Hafez a sprijinit Iranul în războiul din perioada 1981-1988. 
Hafez al-Assad a permis palestinienilor să se stabilească în Siria, inclusiv sediul mișcării Hamas fiind la Damasc. 
În noiembrie 1983 Hafez a suferit un infarct, context în care fratele său, Rifaat a pregătit preluarea puterii prin violență. 
În ianuarie 1994, fiul său cel mare, Bassil (inițial desemnat succesor al tatălui său) a decedat într-un accident rutier.

## Decesul și succesiunea la conducerea Siriei
Hafez al-Assad a murit la 10 iunie 2000, în vârstă de 69 de ani, fiind urmat la putere de fiul său, Bashar.

## Distincții
- Ordinul „Steaua Republicii Socialiste România” clasa I (11 februarie 1974)[18]